# فرشتاک
فرشتاک (به لهستانی:  Frysztak) یک روستا در لهستان است که در گمینا فرشتاک واقع شده‌است. فرشتاک ۹۵۰ نفر جمعیت دارد.